# Sinia rothschildi
Sinia rothschildi är en fjärilsart som beskrevs av Dioszeghy 1913. Sinia rothschildi ingår i släktet Sinia och familjen juvelvingar. Inga underarter finns listade i Catalogue of Life.